# Kovanec
Kovanec (macedónul: Кованец) település Észak-Macedóniában, a Délkeleti körzet Gyevgyelijai járásában.

## Népesség
| Lakosok száma | 271  | 315  | 298  | 246  | 242  | 231  | 212  | 177  | 149  |
|               | 1948 | 1953 | 1961 | 1971 | 1981 | 1991 | 1994 | 2002 | 2021 |

2002-ben 177 lakosa volt, akik közül 175 macedón és 2 szerb.